# Megalopelma cellularis
Megalopelma cellularis är en tvåvingeart som beskrevs av Edwards 1940. Megalopelma cellularis ingår i släktet Megalopelma och familjen svampmyggor. Inga underarter finns listade i Catalogue of Life.